# Axel Bassani
Axel Bassani (Feltre, 24 juli 1999) is een Italiaans motorcoureur.

## Carrière
Bassani maakte zijn debuut in de internationale motorsport in 2015 met zijn deelname aan de laatste twee races van het European Superstock 600 Championship. Op een Kawasaki werd hij zesde in de race op het Circuito Permanente de Jerez, voordat hij tweede werd op het Circuit Magny-Cours. Met 30 punten werd hij vijftiende in het kampioenschap. In 2016 stapte hij over naar het wereldkampioenschap Supersport, waarin hij op een Kawasaki in de FIM Europe Supersport Cup reed. Hierdoor reed hij enkel in de acht Europese races. Hij eindigde zeven keer in de punten, met een vierde plaats op Magny-Cours als beste resultaat. Met 55 punten werd hij twaalfde in het algehele kampioenschap, terwijl hij de Europese klasse wist te winnen.
In 2017 debuteerde Bassani in de Moto2-klasse van het wereldkampioenschap wegrace op een Speed Up. Hij miste de eerste race in Qatar vanwege een blessure. In de daaropvolgende vier races was een 23e plaats in Spanje zijn beste racefinish, voordat hij door het team werd vervangen door Augusto Fernández. Vervolgens keerde hij dat jaar terug in het WK Supersport op een Kawasaki als eenmalige vervanger van Michael Canducci in de race op het Misano World Circuit Marco Simoncelli, waarin hij zevende werd. Daarna kwam hij ook in actie in de race op Jerez als eenmalige vervanger van Kenan Sofuoğlu en werd veertiende. Met elf punten eindigde hij op plaats 27 in het klassement.
In 2018 stapte Bassani over naar het Italiaans kampioenschap superbike, waarin hij op een BMW reed. Hij behaalde een podiumfinish op het Circuit Mugello en werd met 122 punten vijfde in het eindklassement. Tevens reed hij dat jaar in de race op Misano van de FIM Superstock 1000 Cup als wildcardcoureur en werd zesde in de race. In 2019 bleef hij actief in het Italiaans kampioenschap superbike, maar stapte hij over naar een Yamaha. Hij behaalde twee podiumplaatsen op Mugello en Misano en werd zo met 90 punten achtste in de eindstand.
In 2020 keerde Bassani terug in het WK Supersport, waarin hij op een Yamaha in de WorldSSP Challenge reed, de vervanger van de FIM Europe Supersport Cup. Hij kende een lastige seizoensstart, maar in de tweede helft van het jaar scoorde hij altijd punten, met een achtste plaats op het Autódromo do Estoril als beste resultaat. Met 33 punten werd hij zeventiende in de eindstand en werd hij tevens tweede in de WorldSSP Challenge.
In 2021 maakt Bassani zijn debuut in het wereldkampioenschap superbike op een Ducati.